# Tiny Toons Looniversity
Tiny Toons Looniversity ist eine US-amerikanische Zeichentrickserie aus dem Jahr 2023, die von Warner Bros. Animation und Amblin Television produziert wurde. Die Serie ist eine Neuauflage der ursprünglichen Serie Tiny Toon Abenteuer von 1990 und spielt in einer neuen Kontinuität und behandelt die Abenteuer von aufstrebenden Toons an der Acme Looniversity. Die Serie wurde ursprünglich für den Streamingdienst HBO Max produziert und wurde schließlich am 8. September 2023 auf dem Streamingdienst-Nachfolger Max veröffentlicht und gleichzeitig auf Cartoon Network ausgestrahlt. Am 27. November 2023 hatte die Serie ihre deutsche Premiere auf Super RTL.

## Handlung
Die Hasen-Zwillingsgeschwister Buster Bunny und Babs Bunny sind mit anderen aufstrebenden Toons an der Acme Looniversity, um zu professionellen Toons ausgebildet zu werden. An dieser Schule schließen die kleinen Toons langjährige Freundschaften miteinander und perfektionieren ihr Zeichentrickhandwerk, während sie bei den größten Zeichentrickfiguren der Geschichte, den Looney Tunes, lernen.

## Produktion
Entwicklung
Tiny Toons Looniversity wurde am 28. Oktober 2020 über die Website von Amblin Entertainment angekündigt. Zwei Staffeln wurden angekündigt, wobei jede Folge ca. 30 Minuten dauert. Wie bei der Originalserie wird Steven Spielberg in seine Rolle als ausführender Produzent zurückkehren. Sam Register, Darryl Frank und Justin Falvey wurden ebenfalls als ausführende Produzenten angekündigt, während Erin Gibson als Showrunnerin und Co-ausführende Produzentin fungiert.
Am 22. Juli wurde bekannt gegeben, dass Ashleigh Crystal Hairston Babs anstelle von Tress MacNeille Babs Bunny sprechen wird. Zahlreiche Konzeptkunstwerke wurden gezeigt und enthüllten eine neu gestaltete Acme Looniversity und ihre Innenräume. Dies bestätigte auch, dass viele der Hauptcharaktere der Originalserie zurückkehren würden, einige mit aktualisiertem Aussehen. Vor allem Elmyra war auf einem dieser Bilder zu sehen, was die Behauptungen über ihre Entfernung widerlegte. Einige haben vermutet, dass dies bedeutete, dass Elmyra irgendwann wieder hinzugefügt wurde oder immer erscheinen sollte, aber mit einer anderen Synchronsprecherin anstelle von Summer neu besetzt wird.
Showrunnerin Erin Gibson und Charakterdesign-Supervisor Leonard Lee bestätigten, dass Buster und Babs in der Neuauflage als Zwillingsgeschwister und nicht als beste Freunde präsentiert würden. Diese Entscheidung wurde von Fans der Originalserie sehr kritisiert. In einem Interview im Juli 2022 gaben Mitglieder weitere Einzelheiten bekannt. Sie gaben bekannt, dass die Serie alle Charaktere aus der Originalserie zurückbringen würde, „bis hin zu Arnold dem Pitbull“. Sie deuteten auch auf eine Episode an, die im Weltraum spielt. Gibson lieferte eine Erklärung für die Entscheidung, Buster und Babs verwandt zu machen, indem er sagte: „Sie sind zweieiige Zwillinge, was kein ursprünglicher Handlungspunkt war. Ich wollte in eine Bruder-Schwester-Beziehung eintauchen, die wirklich symbiotisch, kollaborativ und unterstützend wirkt. Zwei Geschwister zu sehen, die wirklich einer Meinung sind, und wie können dann Geschwister, die sich so nahe stehen, neue Freunde finden? Finden Sie durch diese neuen Beziehungen heraus, wer sie sind – diese neuen College-Erfahrungen, während Sie trotzdem Spaß haben und etwas unternehmen Das dümmste Zeug, das man jemals im Fernsehen sehen wird, aber mit Story- und Handlungspunkten und Charakterentwicklung.“ Showrunner Nate Cash fügte hinzu: „Und sie schauen zu den Lehrkräften auf, sie sind etablierte Tunes, die wie ihre Götter sind, aber dann fragen sie sich: ‚Wer bin ich?‘ und „Was ist meine Stimme?“ – das ist ein cooler Ort, um sie als ihre eigenen Charaktere zu entwickeln und nicht nur als Miniversionen ihrer Gegenstücke.“

## Synchronsprecher
| Rolle                     | englische Stimme          | deutsche Stimme         |
| ------------------------- | ------------------------- | ----------------------- |
| Buster Bunny              | Eric Bauza                | Dirk Petrick            |
| Babs Bunny                | Ashleigh Crystal Hairston | Rieke Werner            |
| Fifi La Fume              | Marieve Herington         | Daniela Molina          |
| Shirley the Loon          | Natalie Palamides         | Daniela Reidies         |
| Plucky Duck               | David Errigo Jr.          | Patrick Keller          |
| Hamton J. Schwein         | David Errigo Jr.          | René Dawn-Claude        |
| Sweetie Pie               | Tessa Netting             | Nina Schatton           |
| Montana Max               | Candi Milo                | Konrad Bösherz          |
| Dizzy Devil               | Betsy Sodaro              | Jan Makino              |
| Joan Swhinefeld           | Laraine Newman            | Harriet Kracht          |
| Ling Lobster              | Stephanie Sheh            | Jessica Rust            |
| Bugs Bunny                | Jeff Bergman              | Sven Plate              |
| Lola Bunny                | Kari Wahlgren             | Diana Borgwardt         |
| Daffy Duck                | Eric Bauza                | Gerald Schaale          |
| Schweinchen Dick          | Bob Bergen                | Santiago Ziesmer        |
| Granny                    | Candi Milo                | Luise Lunow             |
| Taz                       | Fred Tatasciore           | Tobias Müller           |
| Geppetto Stronzetti       | Fred Tatasciore           | Rainer Fritzsche        |
| Yosemite Sam              | Fred Tatasciore           | Tilo Schmitz            |
| Foghorn Leghorn           | Jeff Bergman              | Dirk Bublies            |
| Merlin, die magische Maus | JP Karliak                | Rafael Albert           |
| Tevin Shark               | Cedric L. Williams        | Tobias John von Freyend |
| Tommy Shark               | David Errigo Jr.          | Marc Skanderberg        |